# NGC 5206
NGC 5206 (również PGC 47762) – galaktyka soczewkowata (SB0), znajdująca się w gwiazdozbiorze Centaura. Została odkryta 2 lipca 1834 roku przez Johna Herschela. Galaktyka ta należy do grupy galaktyk M83.